# أباسي (روح)

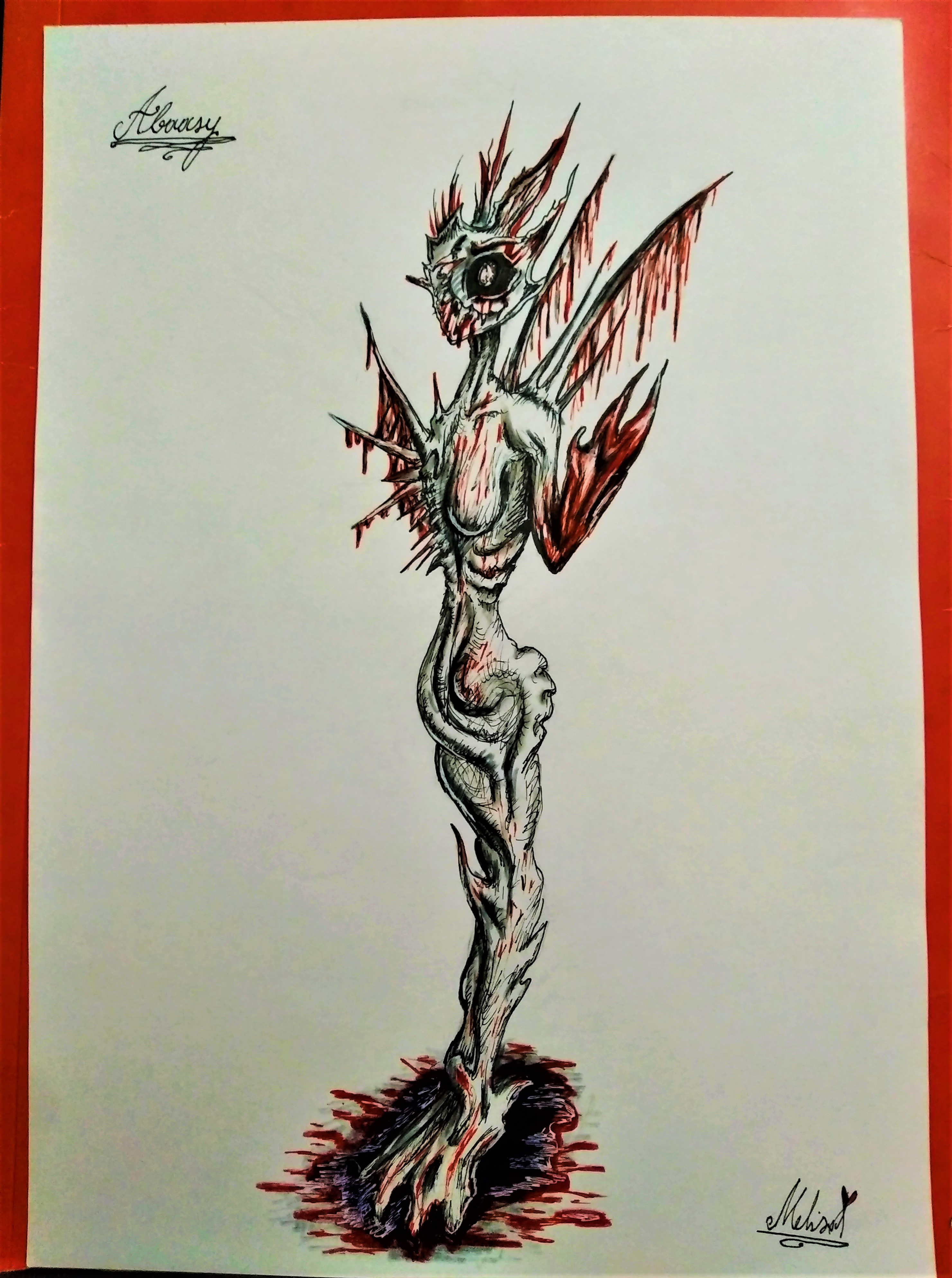
رسم تخيلي توضيحي لشكل الأباسي

أبَاسِي (بالإنجليزية: Abaasy)‏ في الأساطير الأسكموية وفي ميثولوجيا قبيلة ياكوت Yakut (الأسكيمو) هم سكان العالم السفلي. لهم أسنان من حديد، ويسافرون مجموعات كل مجموعة من سبعة فقط.

## الاسم والوصف
أباسي هو مصطلح لروح شريرة بين شعب ياكوت (سخا) في سيبيريا؛ وتشمل الاختلافات في الاسم التالي: abaahi ،abacy ،abasi، أو abasy ،abassylar.
في القصائد الملحمية (olonkho) لهؤلاء الناس، يوصف أنهم لديهم عين واحدة فقط وذراع واحدة وساق واحدة، وأحيانًا يركبون الخيول ذات الرأسين والثمانية أرجل وذيلان. وهم مقسمون إلى ثلاثة أنواع: «العلوي» الذي يعيش في السماء الغربية؛ «الأوسط» الذي يعيش على الأرض؛ و«السفلي» الذين يعيشون تحتها. إنهم جميعًا يعتبرون ضارين للرجل، وعلى الأخص يلتهمون أحد النفوس الثلاثة، الكوت (الروح الجسدية)، عند الموت.
يحكمهم Ulutuyer-Ulu-Toyon («اللورد القوي»)، الذي قد لا تكون نفسه شريرة تمامًا، ولكن لديه أيضًا القدرة على حماية الناس من الأباسي. سابقًا، ضحى الياكوت بالخيول إلى الأباسي العلوي وأبقوا الأبقار المقطوعة إلى الأباسي السفلي.

## أُنظر أَيضًا
- أفيلايوك (ميثولوجيا)
- بئر الجحيم
- إنويت